# Hołendry
Hołendry (ukr. Голендри) – wieś na Ukrainie, w obwodzie winnickim, w rejonie kalinowskim. Liczy 238 mieszkańców. Położona około 24 km na północny wschód od Kalinówki.
We wsi znajduje się stacja kolejowa.
Miejsce bitwy z 1920 r.
Do 2019 roku miejscowość miała status osiedla.